# Javier Hernández (football, 1988)
Pour les articles homonymes, voir Javier Hernández et Balcázar.
Javier Hernández Balcázar (surnommé « Chicharito »), né le 1er juin 1988 à Guadalajara (Mexique), est un footballeur international mexicain qui joue au poste d'avant-centre au CD Guadalajara.
Il est le meilleur buteur de l'histoire de son équipe nationale (52 buts en  sélections) et le deuxième meilleur buteur mexicain en Ligue des champions de l'UEFA (14 buts en 46 matchs) derrière Hugo Sánchez (17 buts en 27 matchs).

## Biographie
Il est le fils de Javier Hernández Gutiérrez, ancien international mexicain qui a disputé le Mondial 1986, et le petit-fils maternel de Tomás Balcázar, également international qui a disputé la Coupe du monde 1954. Il est donc issue d'une grande famille de footballeurs.
Il doit son surnom de « Chicharito » (diminutif de « petit pois » en espagnol du Mexique) à son père qui était surnommé « Chícharo » (« petit pois ») en raison de ses yeux verts.

### Carrière en club

#### Manchester United (2010-2015)
Après avoir fait toutes ses gammes dans le club de sa ville natale, Chivas de Guadalajara, il signe en faveur de Manchester United en avril 2010, le montant du transfert avoisinant les 10 millions d'euros. Dans le cadre de ce transfert, les Mancuniens jouent un match au Mexique lors de l'inauguration du nouveau stade du Chivas de Guadalajara en juillet 2010.
Javier Hernández débute sous les couleurs de Manchester United le 28 juillet 2010 lors du match amical opposant les Red Devils à une sélection de la Major League Soccer à Houston (États-Unis). Il inscrit d'ailleurs son premier but sous ses nouvelles couleurs lors de ce match remporté 5 à 2.
Il marque son premier but officiel lors du Community Shield à Wembley le 8 août 2010 face à Chelsea (victoire 3-1). Le 29 septembre suivant, il marque son premier but en Ligue des champions et offre la victoire 1 à 0 contre Valence. Chicharito devient rapidement un des chouchous d'Old Trafford et inscrit son premier doublé face à Stoke City, donnant les trois points à Manchester United pour une victoire 2 à 1.
Il est l'auteur d'un nouveau doublé contre l'Olympique de Marseille lors du huitième de finale retour de la Ligue des champions, signant la victoire de son équipe 2-1 et sa qualification pour la suite de la compétition. À l'issue de la saison, il est élu par les supporters du club mancunien meilleur joueur de la saison et Manchester United remporte son 19e trophée de champion d'Angleterre.
Le 13 octobre 2011, le contrat de Chicharito est revu à la hausse et prolongé de cinq saisons supplémentaires.
Après un début de campagne 2011/12 assez bon, sa saison est d'un niveau très faible comparée à la précédente. Il la conclut tout de même avec 12 réalisations inscrites sur 36 matchs toutes compétitions confondues. Sa saison 2012/13, s'annonce sous de meilleurs auspices, où lors de la quatrième journée de Premier League face à Wigan, il inscrit un but et délivre une passe décisive. Face à Braga en Ligue des champions, il marque un doublé et permet à United de consolider sa première place au classement. Cinq jours plus tard, il délivre United lors du match face à Chelsea (but du 3-2) en championnat. Le match suivant, encore contre Chelsea, il marque un but malgré la défaite de Manchester (5-4 a.p). La semaine suivante, il permet à Manchester United de se qualifier pour les 8e de finales de la Ligue des champions en inscrivant un but. Alors que Manchester était mené à Aston Villa (2-0 à la mi-temps), Chicharito remplace Young et est à l'origine des trois buts de United en inscrivant un doublé, le troisième étant crédité au "profit" d'un contre son camp pour Vlaar. Il finit la saison avec 18 buts en 36 rencontres toutes compétitions confondues.

#### Real Madrid (2014-2015)
Le 1er septembre 2014, Javier Hernandez est prêté au Real Madrid jusqu'à la fin de la saison.
Il porte pour la première fois le maillot du Real Madrid le 20 septembre face au Deportivo La Corogne. Il entre en jeu à la 77e minute à la place de Karim Benzema. À cette occasion, il inscrit un doublé et contribue à la victoire 8-2 de son équipe.  Le week-end suivant, il inscrit un doublé contre le Celta Vigo permettant au Real de l'emporter 4-2 au terme d'un match fou. Il ne pourra cependant empêcher la défaite de l'équipe en demi-finale face à la Juventus.

#### Bayer Leverkusen (2015-2017)
Le 31 août 2015, il s'engage pour trois ans avec le Bayer Leverkusen contre environ 13 millions d'euros. Il porte le numéro 7 en hommage à son ami Cristiano Ronaldo.
Il marque son premier but sous ses nouvelles couleurs, en Ligue des champions face au BATE Barisov pour son second match pour le club. Le 23 septembre 2015, lors de la 6e journée, il marque face à Mayence son premier but en Bundesliga et donne la victoire aux siens (1-0). Le 20 octobre, lors de la troisième journée de Ligue des champions, Chicharito marque un doublé dans un incroyable match face à l'AS Roma (match nul 4-4). Le 4 novembre, il récidive contre cette même équipe en inscrivant le but égalisateur avant de finalement s'incliner 3-2. Il inscrit également le seul but de son équipe lors de la défaite à domicile contre Cologne. Il réitère la semaine suivante en marquant à deux reprises face à l'Eintracht Francfort. Javier Hernandez marque également lors de la défaite à Berlin ainsi que lors de la sixième journée de Ligue des champions face au Barça (match nul 1-1).
Le 12 décembre 2015, Chicharito réalise une performance exceptionnelle, puisqu'il réalise un hat-trick lors de la victoire éclatante 5-0 de son équipe contre le Borussia Mönchengladbach. Il termine à la fin de la saison 4e du classement des buteurs avec 17 buts, derrière Robert Lewandowski (30), Pierre-Emerick Aubameyang (25) et Thomas Müller (20).
En septembre 2016, notamment après un triplé décisif contre Mayence, il est élu meilleur joueur de Bundesliga du mois. Il termine l'exercice 2016-2017 avec 11 unités.

#### West Ham United (2017-2019)
Le 20 juillet 2017, il s'engage avec West Ham United. Il réalise un doublé lors du deuxième match et une défaite face à Southampton.

#### Séville FC (2019)
Le 2 septembre 2019, Hernández rejoint pour un contrat de trois ans le club du FC Séville qui évolue en première ligue espagnole (LaLiga) contre un montant non divulgué estimé à environ 8,2 millions d'euros. Il a fait ses débuts en championnat le 15 septembre dans un match à l'extérieur contre Alavès en entrant en jeu en fin de match dans la victoire de son équipe 1-0. Quatre jours plus tard, lors d'un match de phases de groupes de la Ligue Europa contre le club azerbaïdjanais Qarabağ FK, Hernández a marqué un coup franc, le premier de sa carrière, dans la victoire 3-0 du FC Séville. Il marque son premier but en Liga avec Séville le 27 octobre dans la victoire 2-0 contre Getafe.

#### Galaxy de Los Angeles (2020-2023)
Le 21 janvier 2020, Hernández signe un contrat de trois ans avec le club de football du Galaxy de Los Angeles qui évolue en Major League Soccer. Le transfert est estimé à environ 8,4 millions d'euros. Il devient, par ailleurs, le joueur le mieux payé de la ligue. Il fait ses débuts en MLS le 29 février dans un match se soldant sur le score de 1-1 contre le Dynamo de Houston.

### En sélection
Hernández inscrit quatre buts lors de ses quatre premiers matchs et participe à la Coupe du monde 2010 en Afrique du Sud avec le Mexique. Il marque le premier but des siens face à la France pendant le premier tour (score final 2-0) et est élu homme du match. Le Mexique est cependant éliminé du Mondial par l'Argentine en huitièmes de finale (3-1).
En juin 2011, il participe grandement au succès du Mexique lors de la Gold Cup 2011 en terminant meilleur joueur et meilleur buteur de la compétition (7 buts).
Sélectionné pour la Coupe du Monde 2014 par Miguel Herrera, il y dispute les quatre matchs du Mexique mais son équipe est éliminée par les Pays-Bas en huitièmes de finale.
Le 24 mars 2017, il inscrit un but face au Costa Rica, dans le cadre des qualifications pour la Coupe du monde 2018, qui lui permet d'égaler le record de buts en sélection détenu par Jared Borgetti (46). Il finira par dépasser ce record, le 27 mai 2017, en marquant un but face à la Croatie en match amical (défaite 1-2).
En juin 2018, il est sélectionné par Juan Carlos Osorio pour disputer la Coupe du Monde 2018 avec le Mexique. Il y délivre une passe décisive pour Hirving Lozano dès la première rencontre de son équipe, offrant la victoire à son équipe face à l'Allemagne (1-0). Lors du match suivant face à la Corée du Sud, il inscrit un but, cette fois-ci en étant servi par Lozano. Il disputera tous les matchs du Mexique lors du tournoi, mais son équipe ne passera pas les huitièmes de finale pour la septième fois d'affilée, en étant éliminée par le Brésil.
Il n'est pas sélectionné par Gerardo Martino pour participer à la Coupe du monde 2022 au Qatar avec le Mexique.

## Statistiques

### Statistiques détaillées

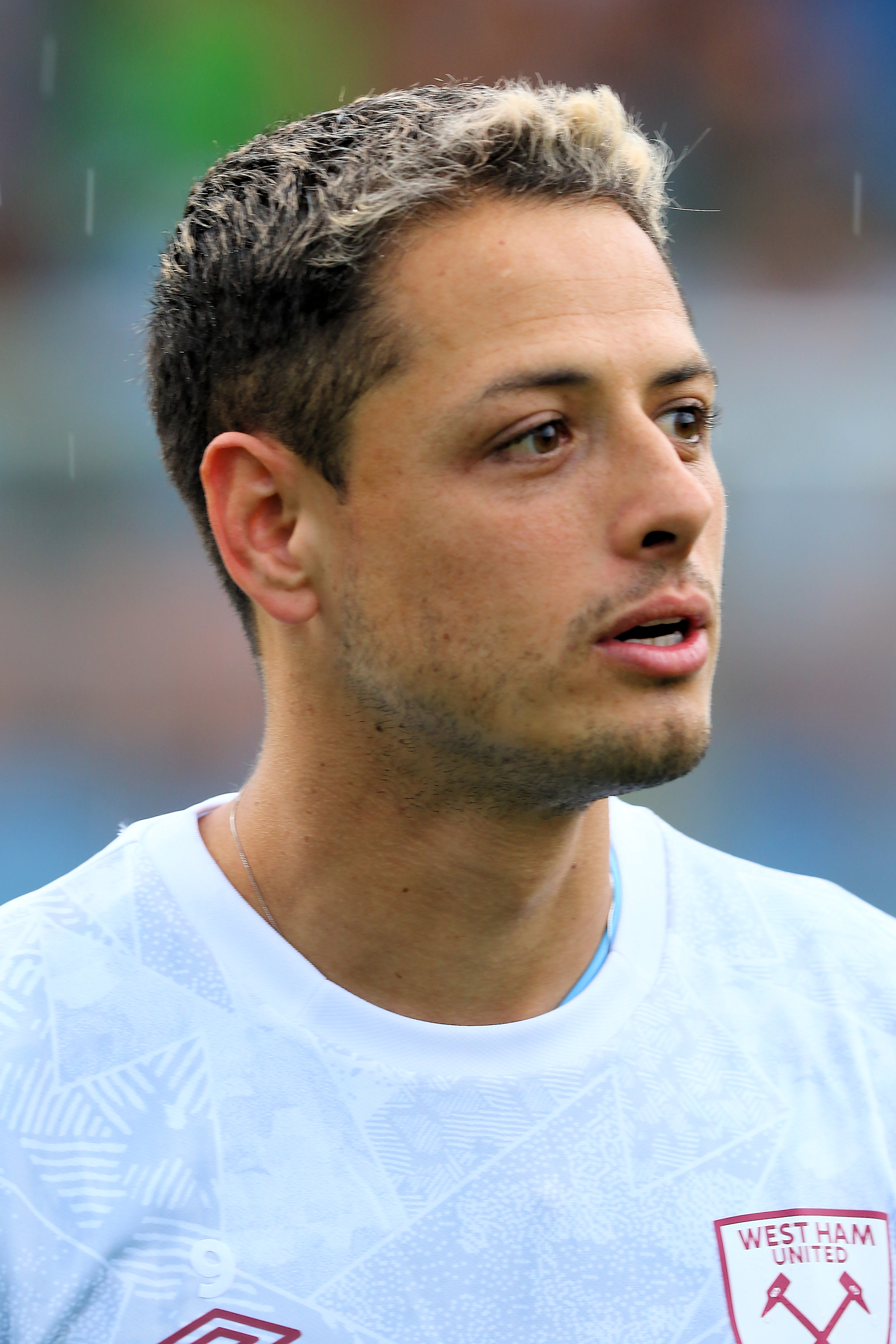
Javier Hernández Balcázar, West Ham United, 2019

| Saison                | Club                  | Championnat           | Championnat | Championnat | Coupe nationale | Coupe nationale | Coupe de la Ligue | Coupe de la Ligue | Supercoupe | Supercoupe | Compétition(s) continentale(s) | Compétition(s) continentale(s) | Compétition(s) continentale(s) | Autres compétitions | Autres compétitions | Autres compétitions | Total | Total |
| Saison                | Club                  | Division              | M.          | B.          | M.              | B.              | M.                | B.                | M.         | B.         | Comp.                          | M.                             | B.                             | Comp.               | M.                  | B.                  | M.    | B.    |
| 2006-2007             | Chivas                | Primera División      | 8           | 1           | 0               | 0               | -                 | -                 | -          | -          | CCC                            | 1                              | 0                              | -                   | -                   | -                   | 9     | 1     |
| 2007-2008             | Chivas                | Primera División      | 6           | 0           | 0               | 0               | -                 | -                 | -          | -          | SL+CS                          | 1+4                            | 0+0                            | -                   | -                   | -                   | 11    | 0     |
| 2008-2009             | Chivas                | Primera División      | 22          | 4           | 3               | 0               | -                 | -                 | -          | -          | SL+CS+CL                       | 1+2+5                          | 0+0+3                          | -                   | -                   | -                   | 33    | 7     |
| 2009-2010             | Chivas                | Primera División      | 28          | 21          | 0               | 0               | -                 | -                 | -          | -          | -                              | 0                              | 0                              | -                   | -                   | -                   | 28    | 21    |
| Sous-total            | Sous-total            | Sous-total            | 64          | 26          | 3               | 0               | -                 | -                 | -          | -          | -                              | 14                             | 3                              | -                   | -                   | -                   | 81    | 29    |
| 2010-2011             | Manchester United     | Premier League        | 27          | 13          | 5               | 1               | 3                 | 1                 | 1          | 1          | C1                             | 9                              | 4                              | -                   | -                   | -                   | 45    | 20    |
| 2011-2012             | Manchester United     | Premier League        | 28          | 10          | 1               | 0               | 0                 | 0                 | 0          | 0          | C1+C3                          | 4+3                            | 0+2                            | -                   | -                   | -                   | 36    | 12    |
| 2012-2013             | Manchester United     | Premier League        | 22          | 10          | 6               | 4               | 2                 | 1                 | -          | -          | C1                             | 6                              | 3                              | -                   | -                   | -                   | 36    | 18    |
| 2013-2014             | Manchester United     | Premier League        | 24          | 4           | 1               | 1               | 5                 | 4                 | 0          | 0          | C1                             | 5                              | 0                              | -                   | -                   | -                   | 35    | 9     |
| 2014-2015             | Manchester United     | Premier League        | 1           | 0           | -               | -               | 1                 | 0                 | -          | -          | -                              | -                              | -                              | -                   | -                   | -                   | 2     | 0     |
| 2015-2016             | Manchester United     | Premier League        | 1           | 0           | -               | -               | -                 | -                 | -          | -          | C1                             | 2                              | 0                              | -                   | -                   | -                   | 3     | 0     |
| Sous-total            | Sous-total            | Sous-total            | 103         | 37          | 13              | 6               | 11                | 6                 | 1          | 1          | -                              | 29                             | 9                              | -                   | -                   | -                   | 157   | 59    |
| 2014-2015             | Real Madrid (prêt)    | Liga                  | 23          | 7           | 2               | 1               | -                 | -                 | 0          | 0          | C1                             | 8                              | 1                              | -                   | -                   | -                   | 33    | 9     |
| 2015-2016             | Bayer Leverkusen      | Bundesliga            | 28          | 17          | 3               | 4               | -                 | -                 | -          | -          | C1+C3                          | 6+3                            | 5+0                            | -                   | -                   | -                   | 40    | 26    |
| 2016-2017             | Bayer Leverkusen      | Bundesliga            | 26          | 11          | 2               | 1               | -                 | -                 | -          | -          | C1                             | 8                              | 1                              | -                   | -                   | -                   | 36    | 13    |
| Sous-total            | Sous-total            | Sous-total            | 54          | 28          | 5               | 5               | -                 | -                 | -          | -          | -                              | 17                             | 7                              | -                   | -                   | -                   | 76    | 40    |
| 2017-2018             | West Ham United       | Premier League        | 28          | 8           | 2               | 0               | 3                 | 0                 | -          | -          | -                              | -                              | -                              | -                   | -                   | -                   | 33    | 8     |
| 2018-2019             | West Ham United       | Premier League        | 25          | 7           | 1               | 0               | 2                 | 1                 | -          | -          | -                              | -                              | -                              | -                   | -                   | -                   | 28    | 8     |
| 2019-2020             | West Ham United       | Premier League        | 2           | 1           | -               | -               | -                 | -                 | -          | -          | -                              | -                              | -                              | -                   | -                   | -                   | 2     | 1     |
| Sous-total            | Sous-total            | Sous-total            | 55          | 16          | 3               | 0               | 5                 | 1                 | -          | -          | -                              | -                              | -                              | -                   | -                   | -                   | 63    | 17    |
| 2019-2020             | Séville FC            | Liga                  | 9           | 1           | 2               | 0               | -                 | -                 | -          | -          | C3                             | 4                              | 2                              | -                   | -                   | -                   | 15    | 3     |
| 2020                  | Galaxy de Los Angeles | MLS                   | 11          | 1           | -               | -               | -                 | -                 | -          | -          | -                              | -                              | -                              | MiB                 | 1                   | 1                   | 12    | 2     |
| 2021                  | Galaxy de Los Angeles | MLS                   | 21          | 17          | -               | -               | -                 | -                 | -          | -          | -                              | -                              | -                              | -                   | -                   | -                   | 21    | 17    |
| 2022                  | Galaxy de Los Angeles | MLS                   | 32          | 18          | 3               | 1               | 2                 | 0                 | -          | -          | -                              | -                              | -                              | -                   | -                   | -                   | 37    | 19    |
| 2023                  | Galaxy de Los Angeles | MLS                   | 9           | 1           | 3               | 0               | -                 | -                 | -          | -          | LCup                           | 0                              | 0                              | -                   | -                   | -                   | 12    | 1     |
| Sous-total            | Sous-total            | Sous-total            | 73          | 37          | 6               | 1               | 2                 | 0                 | -          | -          | -                              | -                              | -                              | -                   | 1                   | 1                   | 82    | 39    |
| Total sur la carrière | Total sur la carrière | Total sur la carrière | 381         | 152         | 34              | 13              | 18                | 7                 | 1          | 1          | -                              | 72                             | 21                             | -                   | 1                   | 1                   | 507   | 195   |

### Buts internationaux
| Buts de Javier Hernández en sélection | Buts de Javier Hernández en sélection | Buts de Javier Hernández en sélection                   | Buts de Javier Hernández en sélection | Buts de Javier Hernández en sélection | Buts de Javier Hernández en sélection | Buts de Javier Hernández en sélection | Buts de Javier Hernández en sélection |
|                                       | Date                                  | Lieu                                                    | Adversaire                            | Score                                 | Résultat                              | Compétition                           |                                       |
| ------------------------------------- | ------------------------------------- | ------------------------------------------------------- | ------------------------------------- | ------------------------------------- | ------------------------------------- | ------------------------------------- | ------------------------------------- |
| 1                                     | 24 février 2010                       | Candlestick Park, San Francisco, États-Unis             | Bolivie                               | 2-0                                   | 5-0                                   | Match amical                          |                                       |
| 2                                     | 24 février 2010                       | Candlestick Park, San Francisco, États-Unis             | Bolivie                               | 4-0                                   | 5-0                                   | Match amical                          |                                       |
| 3                                     | 3 mars 2010                           | Rose Bowl Stadium, Pasadena, États-Unis                 | Nouvelle-Zélande                      | 1-0                                   | 2-0                                   | Match amical                          |                                       |
| 4                                     | 17 mars 2010                          | Estadio Corona, Torreón, Mexique                        | Corée du Nord                         | 2-1                                   | 2-1                                   | Match amical                          |                                       |
| 5                                     | 26 mai 2010                           | Badenova-Stadion, Fribourg-en-Brisgau, Allemagne        | Pays-Bas                              | 1-2                                   | 1-2                                   | Match amical                          |                                       |
| 6                                     | 30 mai 2010                           | Hans-Walter-Wild-Stadion, Bayreuth, Allemagne           | Gambie                                | 1-0                                   | 5-1                                   | Match amical                          |                                       |
| 7                                     | 30 mai 2010                           | Hans-Walter-Wild-Stadion, Bayreuth, Allemagne           | Gambie                                | 2-0                                   | 5-1                                   | Match amical                          |                                       |
| 8                                     | 17 juin 2010                          | Stade Peter-Mokaba, Pietersburg, Afrique du Sud         | France                                | 1-0                                   | 2-0                                   | Coupe du monde 2010                   |                                       |
| 9                                     | 27 juin 2010                          | Soccer City Stadium, Johannesbourg, Afrique du Sud      | Argentine                             | 1-3                                   | 1-3                                   | Coupe du monde 2010                   |                                       |
| 10                                    | 11 août 2010                          | Stade Azteca, Mexico, Mexique                           | Espagne                               | 1-0                                   | 1-1                                   | Match amical                          |                                       |
| 11                                    | 7 septembre 2010                      | Tec de Monterrey, Monterrey, Mexique                    | Colombie                              | 1-0                                   | 1-0                                   | Match amical                          |                                       |
| 12                                    | 12 octobre 2010                       | Estadio Olímpico Benito Juárez, Ciudad Juárez, Mexique  | Venezuela                             | 1-1                                   | 2-2                                   | Match amical                          |                                       |
| 13                                    | 26 mars 2011                          | McAfee Coliseum, Oakland, États-Unis                    | Paraguay                              | 1-0                                   | 3-1                                   | Match amical                          |                                       |
| 14                                    | 26 mars 2011                          | McAfee Coliseum, Oakland, États-Unis                    | Paraguay                              | 3-0                                   | 3-1                                   | Match amical                          |                                       |
| 15                                    | 5 juin 2011                           | Cowboys Stadium, Arlington, États-Unis                  | Salvador                              | 3-0                                   | 5-0                                   | Gold Cup 2011                         |                                       |
| 16                                    | 5 juin 2011                           | Cowboys Stadium, Arlington, États-Unis                  | Salvador                              | 4-0                                   | 5-0                                   | Gold Cup 2011                         |                                       |
| 17                                    | 5 juin 2011                           | Cowboys Stadium, Arlington, États-Unis                  | Salvador                              | 5-0                                   | 5-0                                   | Gold Cup 2011                         |                                       |
| 18                                    | 9 juin 2011                           | Bank of America Stadium, Charlotte, États-Unis          | Cuba                                  | 1-0                                   | 5-0                                   | Gold Cup 2011                         |                                       |
| 19                                    | 9 juin 2011                           | Bank of America Stadium, Charlotte, États-Unis          | Cuba                                  | 5-0                                   | 5-0                                   | Gold Cup 2011                         |                                       |
| 20                                    | 18 juin 2011                          | New Meadowlands Stadium, East Rutherford, États-Unis    | Guatemala                             | 2-1                                   | 2-1                                   | Gold Cup 2011                         |                                       |
| 21                                    | 22 juin 2011                          | Reliant Stadium, Houston, États-Unis                    | Honduras                              | 2-0                                   | 2-0                                   | Gold Cup 2011                         |                                       |
| 22                                    | 2 septembre 2011                      | Pepsi Arena, Varsovie, Pologne                          | Pologne                               | 1-1                                   | 1-1                                   | Match amical                          |                                       |
| 23                                    | 12 novembre 2011                      | Stade Corregidora, Santiago de Querétaro, Mexique       | Serbie                                | 2-0                                   | 2-0                                   | Match amical                          |                                       |
| 24                                    | 1er juin 2012                         | Soldier Field, Chicago, États-Unis                      | Bosnie-Herzégovine                    | 2-1                                   | 2-1                                   | Match amical                          |                                       |
| 25                                    | 3 juin 2012                           | Cowboys Stadium, Arlington, États-Unis                  | Brésil                                | 2-0                                   | 2-0                                   | Match amical                          |                                       |
| 26                                    | 11 septembre 2012                     | Stade Azteca, Mexico, Mexique                           | Costa Rica                            | 1-0                                   | 1-0                                   | Éliminatoires Coupe du monde 2014     |                                       |
| 27                                    | 12 octobre 2012                       | BBVA Compass Stadium, Houston, Texas                    | Guyana                                | 4-0                                   | 5-0                                   | Éliminatoires Coupe du monde 2014     |                                       |
| 28                                    | 16 octobre 2012                       | Estadio Corona, Torreón, Mexique                        | Salvador                              | 2-0                                   | 2-0                                   | Éliminatoires Coupe du monde 2014     |                                       |
| 29                                    | 22 mars 2013                          | Estadio Olímpico, San Pedro Sula, Honduras              | Honduras                              | 1-0                                   | 2-2                                   | Éliminatoires Coupe du monde 2014     |                                       |
| 30                                    | 22 mars 2013                          | Estadio Olímpico, San Pedro Sula, Honduras              | Honduras                              | 2-0                                   | 2-2                                   | Éliminatoires Coupe du monde 2014     |                                       |
| 31                                    | 31 mai 2013                           | Reliant Stadium, Houston, Mexique                       | Nigeria                               | 1-0                                   | 2-2                                   | Match amical                          |                                       |
| 32                                    | 31 mai 2013                           | Reliant Stadium, Houston, Mexique                       | Nigeria                               | 2-2                                   | 2-2                                   | Match amical                          |                                       |
| 33                                    | 16 juin 2013                          | Stade Maracanã, Rio de Janeiro, Brésil                  | Italie                                | 1-1                                   | 1-2                                   | Coupe des confédérations 2013         |                                       |
| 34                                    | 23 juin 2013                          | Mineirão, Belo Horizonte, Brésil                        | Japon                                 | 1-0                                   | 2-1                                   | Coupe des confédérations 2013         |                                       |
| 35                                    | 23 juin 2013                          | Mineirão, Belo Horizonte, Brésil                        | Japon                                 | 2-0                                   | 2-1                                   | Coupe des confédérations 2013         |                                       |
| 36                                    | 23 juin 2014                          | Itaipava Arena Pernambuco, São Lourenço da Mata, Brésil | Croatie                               | 3-0                                   | 3-1                                   | Coupe du monde 2014                   |                                       |
| 37                                    | 9 octobre 2014                        | Estadio Víctor Manuel Reyna, Tuxtla Gutiérrez, Mexique  | Honduras                              | 1-0                                   | 2-0                                   | Match amical                          |                                       |
| 38                                    | 12 novembre 2014                      | Amsterdam ArenA, Amsterdam, Pays-Bas                    | Pays-Bas                              | 3-1                                   | 3-2                                   | Match amical                          |                                       |
| 39                                    | 28 mars 2015                          | Los Angeles Memorial Coliseum, Los Angeles, États-Unis  | Équateur                              | 1-0                                   | 1-0                                   | Match amical                          |                                       |
| 40                                    | 27 juin 2015                          | Florida Citrus Bowl, Orlando, États-Unis                | Costa Rica                            | 2-2                                   | 2-2                                   | Match amical                          |                                       |
| 41                                    | 8 septembre 2015                      | Cowboys Stadium, Arlington, États-Unis                  | Argentine                             | 1-0                                   | 2-2                                   | Match amical                          |                                       |
| 42                                    | 11 octobre 2015                       | Rose Bowl Stadium, Pasadena, États-Unis                 | États-Unis                            | 1-0                                   | 3-2                                   | Barrage Coupe des confédérations 2017 |                                       |
| 43                                    | 25 mars 2016                          | BC Place Stadium, Vancouver, Canada                     | Canada                                | 1-0                                   | 3-0                                   | Éliminatoires Coupe du monde 2018     |                                       |
| 44                                    | 1er juin 2016                         | Qualcomm Stadium, San Diego, États-Unis                 | Chili                                 | 1-0                                   | 1-0                                   | Match amical                          |                                       |
| 45                                    | 9 juin 2016                           | Rose Bowl, Pasadena, États-Unis                         | Jamaïque                              | 1-0                                   | 2-0                                   | Copa América Centenario               |                                       |
| 46                                    | 24 mars 2017                          | Stade Azteca, Mexico, Mexique                           | Costa Rica                            | 1-0                                   | 2-0                                   | Éliminatoires Coupe du monde 2018     |                                       |
| 47                                    | 27 mai 2017                           | Los Angeles Memorial Coliseum, Los Angeles, États-Unis  | Croatie                               | 1-2                                   | 1-2                                   | Match amical                          |                                       |
| 48                                    | 18 juin 2017                          | Kazan-Arena, Kazan, Russie                              | Portugal                              | 1-1                                   | 2-2                                   | Coupe des confédérations 2017         |                                       |
| 49                                    | 6 octobre 2017                        | Stade Alfonso-Lastras, San Luis Potosí, Mexique         | Trinité-et-Tobago                     | 2-1                                   | 3-1                                   | Éliminatoires Coupe du monde 2018     |                                       |
| 50                                    | 23 juin 2018                          | Rostov Arena, Rostov-sur-le-Don, Russie                 | Corée du Sud                          | 2-0                                   | 2-1                                   | Coupe du monde 2018                   |                                       |

## Palmarès

### En club
Chivas de Guadalajara
- Champion du Mexique en 2006

 Manchester United
- Champion d'Angleterre en 2011 et 2013
- Vainqueur du Community Shield en 2010 et 2013
- Finaliste de la Ligue des champions en 2011.

 Real Madrid
- Vainqueur de la Coupe du monde des clubs en 2014.

### En sélection
Mexique
- Vainqueur de la Gold Cup en 2011.
- Vainqueur de la Gold Cup en 2015.

### Distinctions personnelles
- Trophée Sir Matt Busby (meilleur joueur de Manchester United élu par les fans) en 2011
- Élu meilleur joueur de la Gold Cup 2011
- Meilleur buteur de la Gold Cup 2011 (7 buts)
- Homme du match contre la France lors de la Coupe du monde 2010
- Homme du match contre la Corée du Sud lors de la Coupe du monde 2018